# Rakaia solitaria
Espèce
Rakaia solitaria est une espèce d'opilions cyphophthalmes de la famille des Pettalidae.

## Distribution
Cette espèce est endémique de la région de Wellington en Nouvelle-Zélande. Elle se rencontre vers Opouawa Gully.

## Description
Le mâle holotype mesure 2,08 mm et la femelle paratype 2,33 mm.

## Publication originale
- Forster, 1948 : « The sub-order Cyphophthalmi Simon in New Zealand. » Dominion Museum Records in Entomology, vol. 1, no 7, p. 79–119.